# Le Phénomène humain
Le Phénomène Humain (tên tiếng Anh: The Phenomenon of Man, tạm dịch Hiện tượng Con người), là một quyển sách viết bởi nhà triết học, cổ sinh vật học kiêm linh mục dòng Tên là Pierre Teilhard de Chardin, có nội dung xoay quanh thuyết tiến hóa. Tác phẩm mô tả thuyết tiến hóa như một quá trình làm tăng tiến dần sự phức tạp và kết quả chung cùng là sự thống nhất của nhận thức. "Hiện tượng con người" được đánh giá là một thành công lớn và nó đã nhiều lần được Nhà xuất bản Éditions du Seuil tái ấn hành.
Tác phẩm được hoàn tất vào thập niên 1930, tuy nhiên chỉ được xuất bản vào năm 1955 sau khi tác giả Teilhard đã qua đời. Trên thực tế Giáo hội Công giáo La Mã đã từng cấm xuất bản một số tác phẩm của Teilhard với lý do là các tác phẩm này đi ngược lại với giáo lý chính thống của Công giáo.
Lời đề tựa của cuốn sách được viết bởi Julan Huxley, một trong những nhà khoa học nổi tiếng nghiên cứu về tiến hóa và chọn lọc tự nhiên trong thế kỷ 20, và là một trong những người phát triển khái niệm Tiến hóa hiện đại tổng hợp (modern evolutionary synthesis).

## Nội dung
Trong tác phẩm "Hiện tượng Con người", Teilhard xem tiến hóa là quá trình dẫn tới sự phức tạp càng lúc càng tăng. Từ một tế bào tới một động vật có khả năng tư duy, đó là một quá trình của sự tập trung tâm linh dẫn đến nhận thức càng lúc càng tốt hơn. Sự xuất hiện của loài người (Homo sapiens) là dấu mốc của thời đại mới, tự vì sức mạnh có được từ nhận thức đã nâng con người lên một tầm cao mới. Vay mượn sự diễn giải của Julian Huxley, Teilhard mô tả con người như là một thực thể tiến hóa càng ngày càng nhận thức được chính bản thân mình.
Theo khái niệm của Teilhard về tiến hóa các loài, một tập thể đồng nhất bắt đầu phát triển khi sự giao thiệp và sự truyền tải ý kiến, quan điểm ngày càng tăng lên. Kiến thức được tích tụ lại và truyền tải đi với cấp độ ngày càng cao dần, ngày càng phức tạp và có chiều sâu hơn. Điều này dẫn tới sự gia tăng của nhận thức và sự hình thành của một "lớp vỏ" tư duy bao phủ trái đất. Teilhard gọi lớp vỏ tư duy này là "trí quyển" (noosphere, bắt nguồn từ chữ Hy Lạp "nous" có nghĩa là trí tuệ. Thuật ngữ này thật ra được dùng lần đầu tiên bởi nhà khoa học Xô Viết Vladimir Ivanovich Vernadskiy). Trí quyển chính là nhận thức tập thể của con người, là mạng lưới tư duy và cảm xúc mà mọi cá nhân đều chìm đắm trong đó.
Sự phát triển của khoa học và kỹ thuật đã khiến cho ảnh hưởng của con người càng ngày càng nở rộng, giúp cho một người có thể cùng một lúc tồn tại ở mọi ngóc ngách trên thế giới. Teilhard cho rằng loài người vì thế sẽ trở nên quốc tế hóa, hình thành một tổ chức thống nhất vươn dài khắp trái đất. Teilhard mô tả quá trình này là "một quá trình tâm lý-sinh học khổng lồ, một sự tổng hợp quy mô cực lớn, một sự xếp đặt vĩ đại trong đó tất cả mọi nhân tố tư duy trên trái đất trở thành một chủ thể cá nhân và tập thể." Sự nở rộng nhanh chóng của trí quyển yêu cầu sự bành trướng về tâm linh ở một lãnh vực mới vốn "đang nhìn chăm chăm vào chúng ta tựa hồ như chúng ta chỉ ngẩng đầu lên để nhìn vào nó."
Teilhard cho rằng, tiến hóa sẽ đạt tới đỉnh cao nhất tại điểm Omega, một trạng thái nhận thức tối cao. Các tầng thức về nhận thức sẽ hội tụ ở Omega và hòa quyện vào nhau làm một. Sự tập trung của một vũ trụ nhận thức sẽ tái tổ hợp trong nó tất cả mọi thứ nhận thức trên đời cũng như mọi thứ mà chúng ta nhận thức được. Teilhard nhấn mạnh: mỗi khái cạnh cá nhân của nhận thức sẽ tiếp tục ý thức về bản thân nó vào cuối quá trình này.

## Đánh giá
"Hiện tượng con người" nhận được các nhận xét khen lẫn chê. Năm 1961, nhà miễn dịch học Peter Medawar, người nhận giải thưởng Nobel vào năm trước đó, đã viết một bài chỉ trích cay thậm tệ về quyển sách này trên tờ tạp chi Mind. Medawar gọi "Hiện tượng con người" là "một đống ngụy biện" và cho rằng tác giả Teilhard đã tự mình lừa dối mình: "phần lớn nội dung của cuốn sách này là ngớ ngẩn, ngụy biện bởi một mớ lý thuyết suông khoa trương, và tác giả của nó có thể bị cáo buộc là thiếu lương thiện chỉ cần dựa trên căn cứ là, trước khi lừa gạt người khác thì ông ta đã tốn nhiều công sức để lừa gạt bản thân mình."
Ngược lại, vào tháng 6 năm 1995, Jennifer Cobb Kreisberg viết trên tạp chí Wired rằng "Teilhard nhìn thấy hệ thống Mạng trước khi nó xuất hiện đến hơn nửa thế kỷ":
| “                         | Teilhard mường tượng ra một giai đoạn tiến hóa đặc trưng bởi một lớp màng thông tin phức tạp bao phủ toàn cầu và được tiếp liệu bởi nhận thức của con người. Nó nghe có vẻ điên rồ cho đến khi bạn nghĩ tới hệ thống Mạng, cái hệ thống mạng điện tử khổng lồ bao quan trái đất, chạy từ điểm này sang điểm kia thông qua một tập hợp những sợi dây điện nối với nhau như hệ thống thần kinh. | ” |
| — Jennifer Cobb Kreisberg | |   |

Vào tháng 7 năm 2009, trong buổi cầu kinh chiều diễn ra tại Thánh đường Aosta miền bắc Ý, Giáo hoàng Biển Đức XVI khi nói về Thư gửi tín hữu Rôma trong đó "Thánh Phaolô viết rằng thế giới tự nó sẽ trở thành một nơi của sự thờ phượng sống động" đã nhận xét về Teilhard như sau:
| “                         | Đó là một viễn kiến mà Ngài Teilhard de Chardin quá cố cũng sở hữu: Đến cuối cùng tất cả chúng ta sẽ có chung một nghi thức quảng đại, khi trật tự vũ trụ trở thành một nơi trú ngụ sống động. Hãy cầu nguyện tới Thiên Chúa rằng Người sẽ giúp giới tu sĩ chúng ta trong khía cạnh này, giúp chúng ta chuyển đổi thế giới thành sự kính yêu đối với Thiên Chúa, bắt đầu bởi chính chúng ta. | ” |
| — Giáo hoàng Biển Đức XVI | |   |

Nhà xuất bản Harper Collins đã xếp "Hiện tượng Con người" vào một trong 100 sách về tâm linh hay nhất trong thế kỷ XX.